# 帕卡设计工程株式会社
帕卡设计工程株式会社（英文：Parker Engineering Co.,Ltd.）是一家日本涂装设备制造公司，总部位于日本东京中央区日本桥。由日本帕卡濑精株式会社（Nihon Parkerizing Co.,Ltd.）全额出资。

## 概要
主要业务
- 金属表面处理设备和涂装设备的设计·制造·安装·施工及售后服务。
- 经营各种过滤器。
- 设计、制造和开发环保类型涂装设备。

## 沿革
- 1951年：成立东和通商株式会社。
荣获喷射式磷酸盐处理装置技术(Spra-bonde equipment)专利
开始销售日本帕卡濑精株式会社(Nihon Parkerizing Co.,Ltd.)生产的药品。在这期间、把发展重心转移到了喷射式磷酸盐处理装置(Spra-bonde equipment)的设计制造上。
- 1960年：加盟日本帕卡濑精集团公司(Nihon Parkerizing Co.,Ltd.)旗下，开始从事以喷射式磷酸盐处理装置(Spra-bonde equipment)为代表的各种涂装设备、洗涤设备、干燥设备的设计和制造。
更名为新东和通商工业株式会社。
引进欧美技术，主要业务从涂装前处理装置拓展到综合涂装机械设备的制造。
与日本帕卡濑精株式会社名古屋工厂合并，更名为帕卡产业株式会社。
- 1986年：更名为帕卡设计工程株式会社，沿用至今
- 1987年：在美国伊利诺伊州设立PE OF AMERICA,INC.(1999年转让给Trutec Industries,Inc.)
在台湾・台北市成立台湾派可股份有限公司

- 1988年：在泰国・曼谷成立分公司 PARKER ENGINEERING（THAILAND）CO.,LTD.
- 1995年：在中国・上海设立办事处。
- 1996年：在印度尼西亚・雅加达设立分公司 PT.PARKER ENGINEERING INDONESIA
- 1997年：在泰国・曼谷成立第二家分公司 PET TRADING CO., LTD.
- 2002年：在中国・上海成立帕柯工业设备(上海)有限公司
- 2005年：在印度・哈里亚纳邦州Gurgaon市设立分公司 PARKER ENGINEERING(INDIA)PVT.LTD
- 2006年：台湾派可股份有限公司与中日金属化工有限公司合并，后者为续存公司。